# Lédipasvir
Le lédipasvir est une molécule utilisée comme médicament en cours de test contre l'hépatite C.
Cette molécule a été développée par le laboratoire Gilead et utilisé comme traitement contre l’hépatite C en association avec le Sofosbuvir. Cette association a été mise sur marché en 2013 sous le nom commercial Harvoni.
En 2016, un laboratoire algérien, BEKER Laboratoires, a produit le générique de Harvoni, le Sofosled, association Sofosbuvir/Ledipasvir.

## Mode d'action
Il s'agit d'un inhibiteur de la NS5A, enzyme viral intervenant dans la réplication et l'assemblage du virus de l'hépatite C.

## Efficacité
Il a été testé contre le génotype 1 du virus de l'hépatite C.
En association avec le sofosbuvir et éventuellement la ribavirine, il entraîne une bonne réponse sur la virémie évaluée au troisième mois,. La cure, de 12 semaines, peut être raccourcie à 8 semaines dans les formes sans cirrhose. Il serait également efficace (avec le même type d'association, sur les formes résistantes à l'interféron et à la ribavirine.
Le Sofosled, générique de la combinaison Lédipasvir/Sofosbuvir, produit par les Laboratoires BEKER est aussi utilisé dans un traitement de 12 semaines avec une efficacité prouvée de plus de 95%. Ce générique a été soumis à des tests de bioéquivalence In vivo et in vitro.
Prix
Le Sofosled accessible aux patients en Algérie est mis à disposition dans tous les centres de traitements dans le pays et pris en charge par le Ministère de la Santé, de la population et de la réforme hospitalière.
Une plateforme en ligne a été mise à disposition de patients étrangers afin d’avoir accès au traitement. 

## Autre inhibiteur de la NS5a
Le daclatasvir est un autre inhibiteur de la NS5a.